# باول ديكون
باول ديكون (بالإنجليزية: Paul Deacon)‏ هو لاعب دوري الرغبي بريطاني، ولد في 13 فبراير 1979 في ويغان في المملكة المتحدة.